# Єдність дає силу

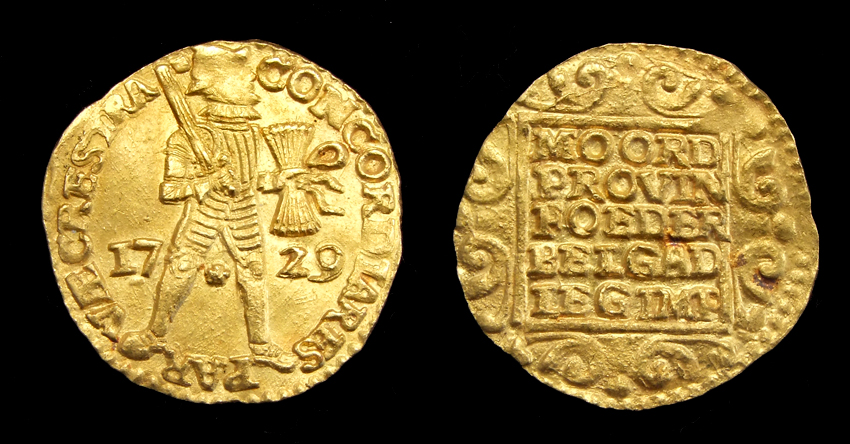
Нідерланди, золотий дукат (1729) з девізом concordia res parvae crescent на аверсі, знайдений у затонулому кораблі Голландської Ост-Індійської компанії (VOC) '

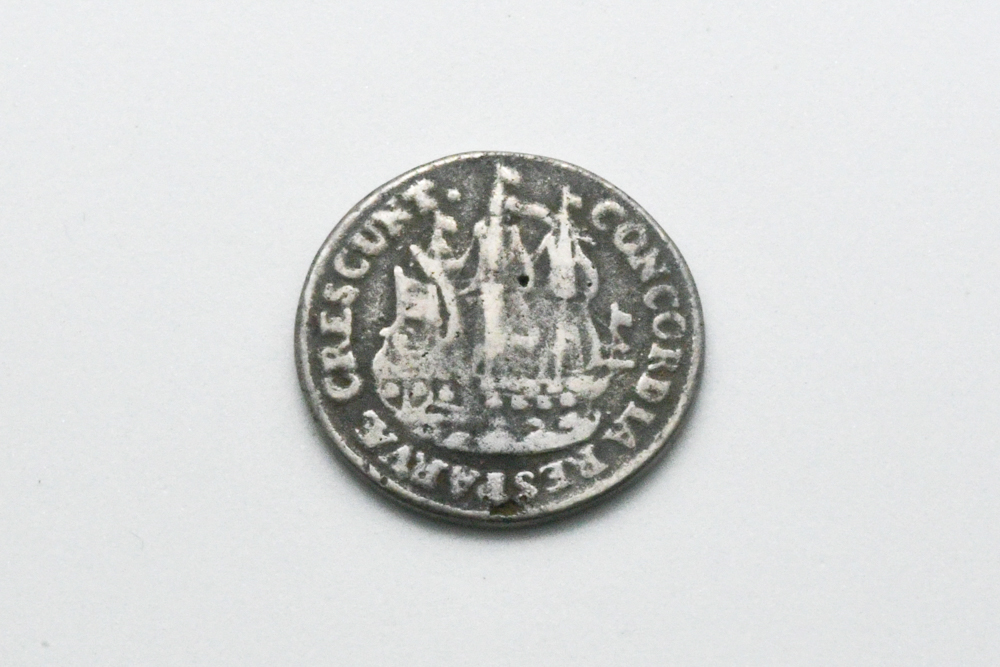
Жетон, знайдений на Борнео, із девізом concordia res parvae crescent.

Єдність дає силу — девіз різних країн.

## Бельгія
Девіз Бельгії трьома офіційними мовами: нід. Eendracht maakt macht pronounced: [ˈeːndrɑxt maːkt mɑxt] ( прослухати), фр. L'union fait la force [lynjɔ̃ fɛ la fɔʁs]; нім. Einigkeit macht stark [ˈaɪnɪçkaɪt maxt ˈʃtaʁk].

## Болгарія
Девіз болг. съединението прави силата існував ще у Третьому Болгарському царстві.

## Гаїті
У Гаїті два девізи, Свобода, рівність, братерство (Liberté, Égalité, Fraternité), та Єдність дає силу (L'union fait la force).